# Tom Boerwinkle
Thomas F. Boerwinkle (ur. 23 sierpnia 1945 w Cleveland, zm. 26 marca 2013 w Chicago) – amerykański profesjonalny koszykarz. Przez całą swoją karierę grał w klubie NBA, Chicago Bulls.
Boerwinkle został wybrany w drafcie 1968 z numerem czwartym ogólnej listy przez Chicago Bulls, i grał z nimi do roku 1978. 8 stycznia 1970 ustanowił rekord swojego klubu, zbierając 37 piłek w meczu z Phoenix Suns. W czasie swojej zawodowej kariery zdobył 4596 punktów, 5745 zbiórek i 2007 asyst.

## Osiągnięcia
NCAA
- Uczestnik rozgrywek Sweet 16 turnieju NCAA (1967)
- Mistrz sezonu regularnego konferencji (1967)